# ホクリクネコノメ
ホクリクネコノメ（北陸猫の目、学名：Chrysosplenium fauriei）は、ユキノシタ科ネコノメソウ属の多年草。

## 特徴
植物体は、葉腋の毛を除き無毛。根出葉は花時まで生存し、円形から広楕円形で、長さ1.5-5cm、幅1-3cm、基部はほとんど無柄かごく短い葉柄がある。走出枝は花後に長く伸び、2-3対の大きな葉でロゼットをつくる。ロゼット葉は、円みがあり、広楕円形または扇状円形で、長さ1-6cm、幅1-4.5cm、基部に短い葉柄があるかまたは無柄、縁には5-10対の内曲した低鋸歯があり、表面は緑色、裏面は白みがかった緑色をしている。
花期は4-5月。花茎は直立し、高さは5-19cmになる。ふつう1対の茎葉がある。茎葉は長さ2-3.5cmになり、葉身は円形・卵形・楕円形で、縁に6-10対の内曲する鈍鋸歯があり、基部は切形となって急に狭まり葉柄となる。集散花序は小型。花序を取り囲む苞葉のうち、下部の苞葉は茎葉と同形、上部の苞葉は広楕円形で、縁は鈍鋸歯状、色は鮮やかな黄色。花は径2.8-3.5mmになる鐘形。萼裂片は4個で花時に直立し、長さは1.1-1.5mmになり、円形で先端はやや切形または鈍形、色は浅緑色または薄緑色になる。花弁は無い。雄蕊は8個あり、萼裂片を長く突き出て、長さ2.3-2.7mm。花糸は花時の葯の2.5-3.4倍の長さ。裂開直前の葯は暗紅色で、長さ0.6-0.8mm、のちに黒紫色になる。花柱は2個あり、細く先細で、萼裂片から長く突き出る。子房は中位。果実は朔果で斜開し、2個の心皮は大きさが異なる。種子は多数あり、広楕円形で、長さ0.8-0.9mm、縦に10数個の肋骨状の隆条があり棍棒上突起が密に並ぶ。

## 分布と生育環境
日本固有種。本州の山形県南西部・福島県西部・新潟県から島根県までの日本海沿岸部の多雪地帯に分布し、山地の谷沿いなどの陰湿地に生育する。

## 名前の由来
種小名（種形容語）fauriei は、フランス人宣教師で明治大正期に日本の植物標本採集家であったフォーリー神父への献名。

## 分類
日本産のネコノメソウ属の中で、本種、ボタンネコノメソウおよびヒダボタンの3種は、他のネコノメソウ属の種と比べると植物体が大きい。本種は萼裂片から雄蕊・花柱が長く突出する点で他の2種と異なる。ボタンネコノメソウは、萼裂片が赤褐色で葯が暗紅紫色、ヒダボタンは、萼裂片が黄緑色で葯は赤色であり、両種とも雄蕊・花柱が萼裂片を突出しない。

## ギャラリー

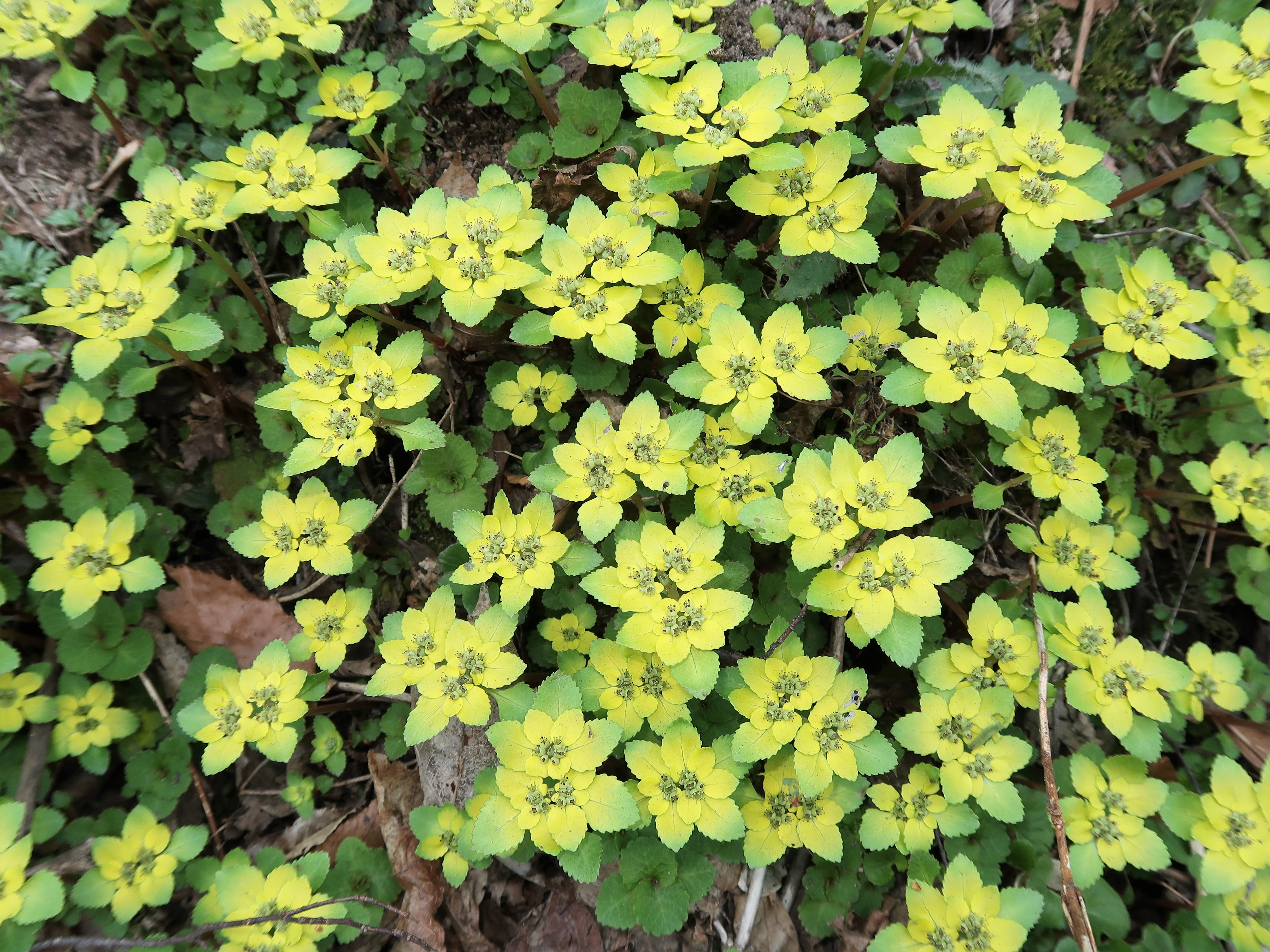
春に、山地の谷川沿いなどの陰湿地に群生する。
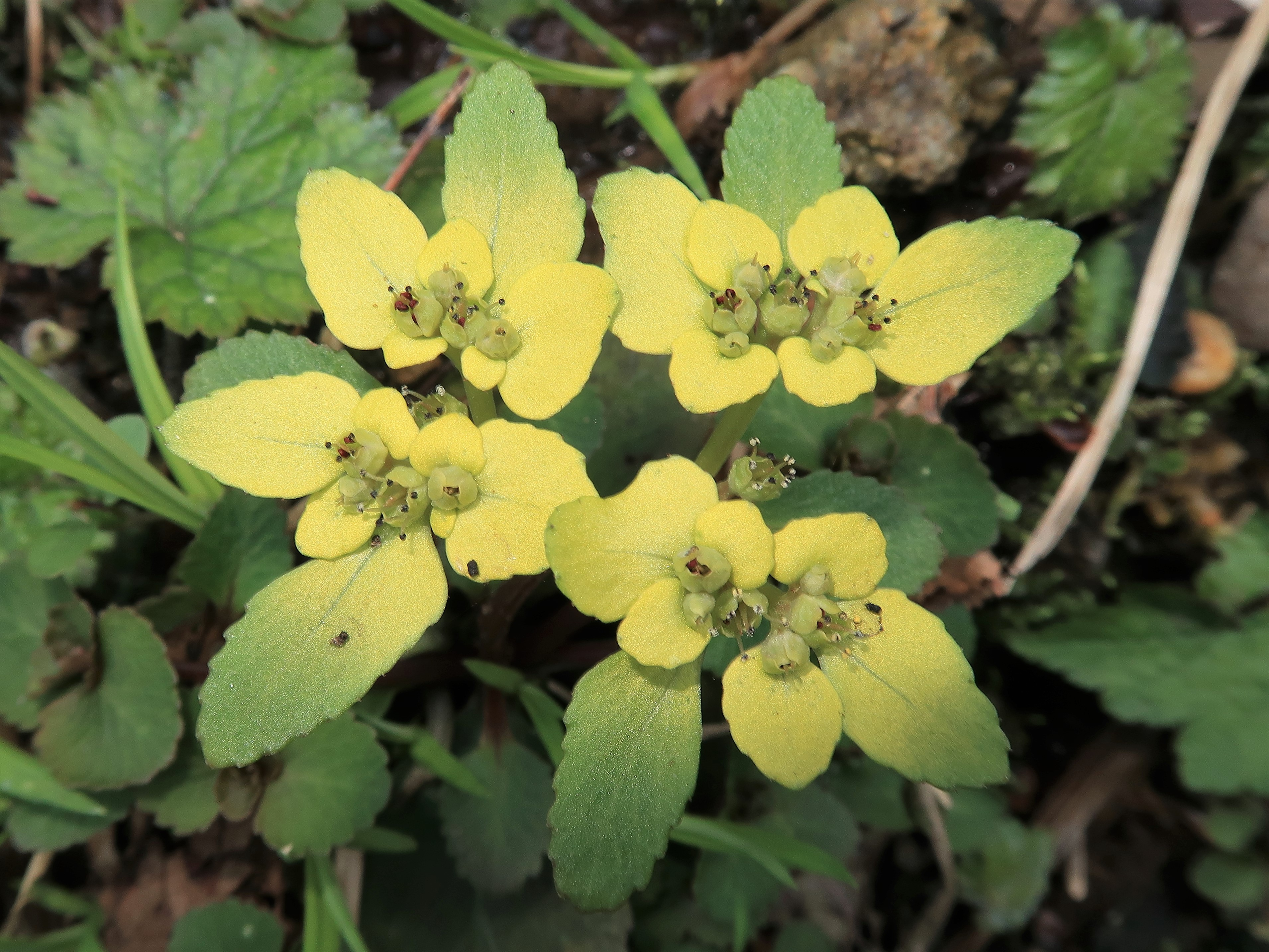
花序を取り囲む下部の苞葉は茎葉と同形、上部の苞葉は広楕円形で、縁は鈍鋸歯状、色は鮮黄色。
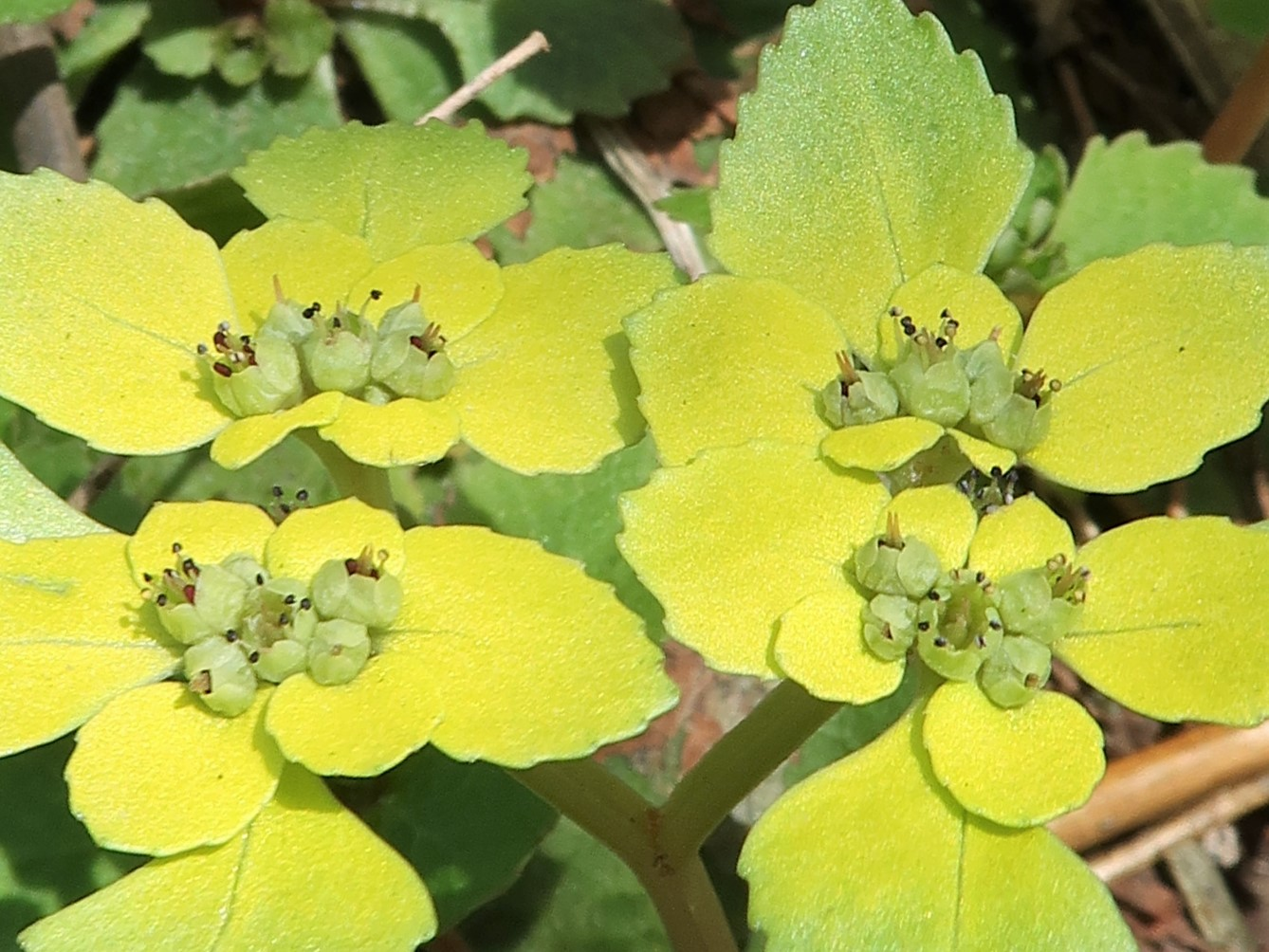
萼裂片は4個で、浅緑色または薄緑色。雄蕊は8個あり、花柱とともに萼裂片を長く突出する。
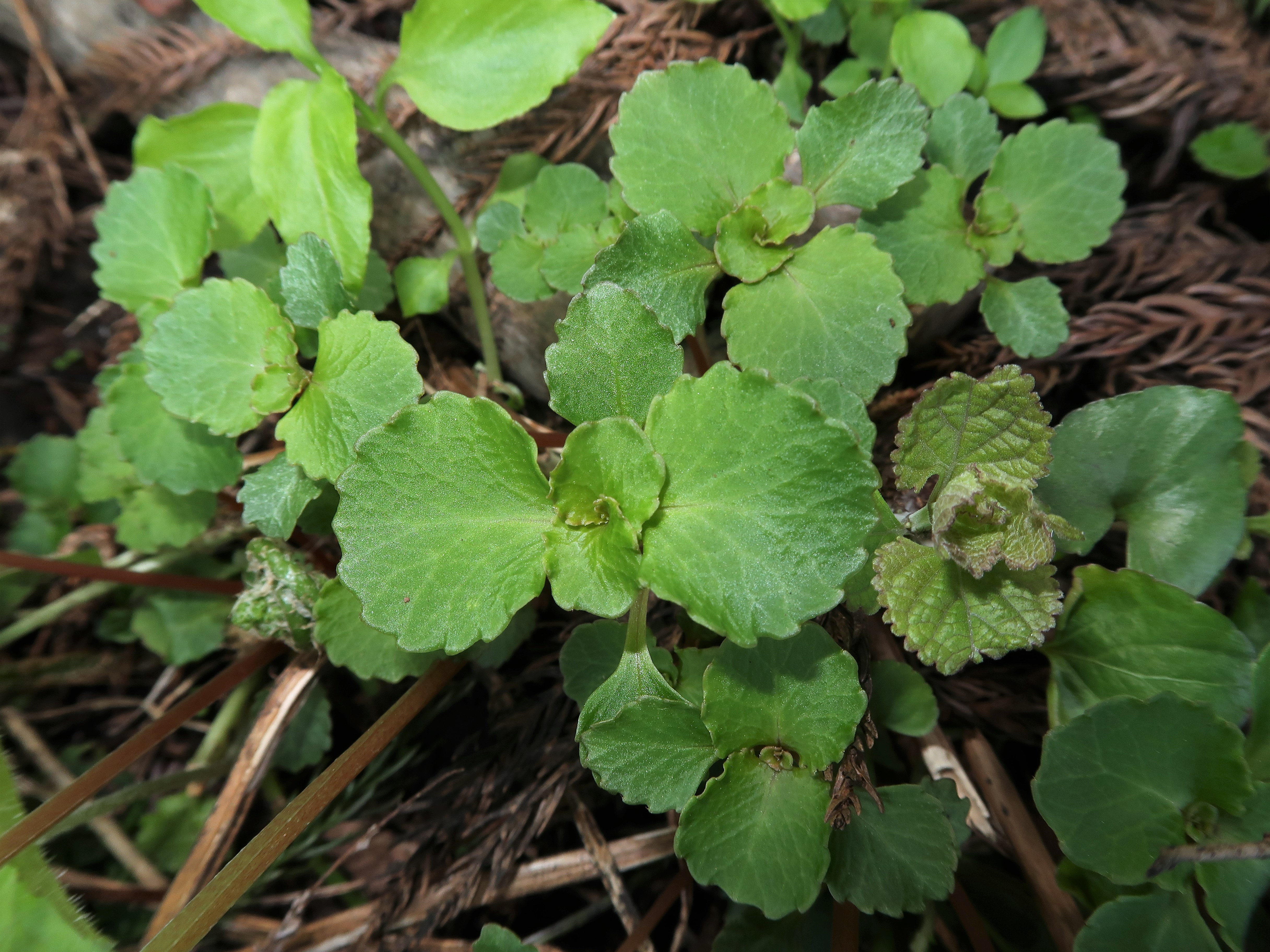
花茎が立たない走出枝のロゼット。

## 下位分類
- サンインネコノメ Chrysosplenium fauriei Franch. f. ferruginiflorum Wakab. et H.Ohba[7] - 基本種と比べ萼裂片が淡茶褐色になるもの。兵庫県と鳥取県の県境にある氷ノ山付近に分布する。1990年4月に兵庫県養父郡関宮町（現養父市）で若林三千男が採集した標本をタイプ標本とし、1995年に若林三千男・大場秀章が新品種として記載発表した[5]。